# کوی هجرت
کوی هجرت، روستایی در دهستان چراغ‌آباد بخش توکهور هشت‌بندی شهرستان میناب در استان هرمزگان ایران است.

## جمعیت
بر پایه سرشماری عمومی نفوس و مسکن در سال ۱۳۹۵، جمعیت این روستا برابر با ۴۲۹ نفر (۱۰۴ خانوار) بوده‌است.